# أبوندانس
أبوندانس (بالفرنسية: Abondance)‏ جبن فرنسي ذي العلامات التالية : تسمية أصلية محمية (بالفرنسية: AOP)‏ و تسمية أصلية مراقبة (بالفرنسية: AOC)‏
يصنع من حليب الأبقار الطازج و أصله من السافوا الفرنسية
يعتبر من أقدم أنواع الأجبان الفرنسية و طريقة تحظيره خاصة جدا حيث تتبع وصفة دقيقة كي تسمح بإنتاج الجودة المطلوبة